# آنچه هر زنی می‌داند
آنچه هر زنی می‌داند یک کمدی چهارپرده‌ای است از جیمز بری که نخستین بار در سالِ ۱۹۰۸ میلادی در تئاتر دوک یورک به نمایش درآمد.

## فیلم
دو فیلم، یکی در ۱۹۲۱ و دیگری در ۱۹۳۴ میلادی، از روی این نمایشنامه ساخته شده است.